# تارگشرو وچی
تارگشرو وچی (به لاتین: Târgșoru Vechi) یک منطقهٔ مسکونی در رومانی است که در شهرستان پراهووا واقع شده‌است.

## خصوصیات
تارگشرو وچی ۸٬۵۹۹ نفر جمعیت دارد.